# 聖文森特和格林納丁斯火山列表
本列表列出阿森松島的活火山與死火山。

## 火山
| 名稱         | 海拔 | 海拔 | 位置                              | 最近爆發 |
| 名稱         | 公尺 | 英尺 | 經緯度                            | 最近爆發 |
| La Soufriere | 1220 | 4003 | 13°20′N 61°11′W / 13.33°N 61.18°W | 1979     |